# Duomo di Cortona
La concattedrale di Santa Maria Assunta è il principale luogo di culto cattolico di Cortona, in provincia di Arezzo, concattedrale della diocesi di Arezzo-Cortona-Sansepolcro.

## Storia
Edificata sui resti di un tempio pagano probabilmente tra V e VI secolo e documentata come pieve nel secolo XI, quando nel 1325 venne istituita la diocesi cortonese non fu scelta come cattedrale anche se i locali annessi divennero subito residenza vescovile. Nella seconda metà del Quattrocento l'interno fu rifatto secondo i nuovi canoni architettonici rinascimentali, un adeguamento che forse voleva preparare l'antica pieve, accanto alla quale il Vescovo abitava stabilmente da più di un secolo, al nuovo ruolo di Cattedrale che fu sancito nel 1507 da papa Giulio II che decise di trasferirvi il titolo di cattedrale dalla chiesa suburbana di San Vincenzo.

## Descrizione

### Esterno
La facciata reca tracce di interventi che si sono susseguiti in epoche diverse. I resti più antichi risalgono alla facciata medievale romanica e sono un pilastro con capitello e colonnette agli angoli e una parte di un grande arco; la loro collocazione testimonia quanto fosse più basso il piano dell'antica pieve, rialzato quando fu lastricata la piazza. Ricordi medievali sono anche la lunga e stretta finestra e una lastra marmorea con uno stemma trecentesco. Per il resto la facciata è quattrocentesca.
Il lato destro è affiancato da un loggiato che venne fatto costruire alla fine del Cinquecento e che portò alla tamponature delle finestre che si aprivano verso mezzogiorno, ed è completato da un bel portale laterale rinascimentale in pietra serena. Il robusto campanile risale alla seconda metà del XVI secolo, ed è assegnato a Francesco Laparelli.

### Interno

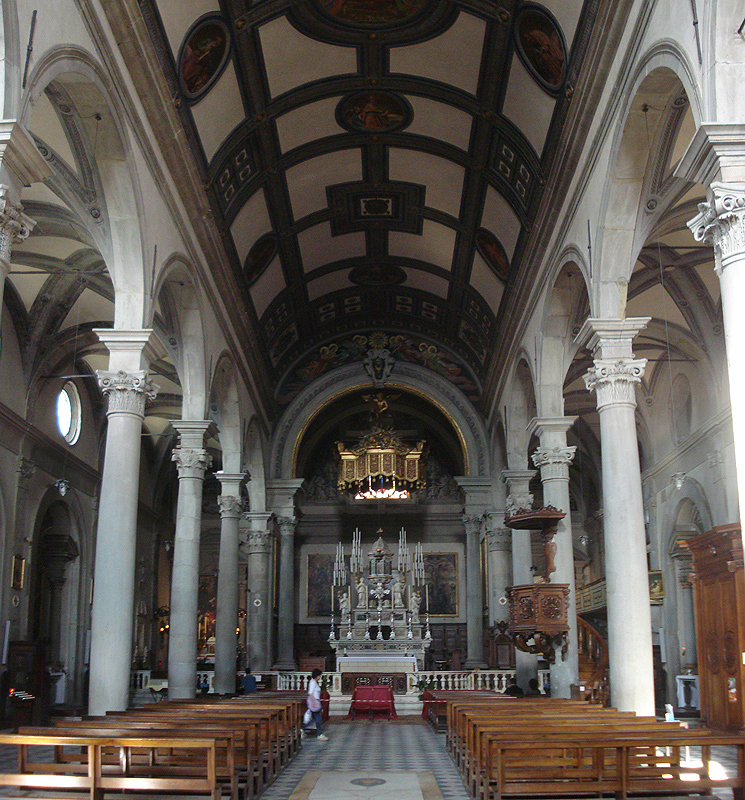
L'Interno

All'interno la chiesa appare come una costruzione in stile rinascimentale, con interventi successivi che si aggiungono alla rigorosa ed elegante partitura originaria. Risale agli inizi del Settecento la volta a botte che copre la navata mediana, di ispirazione rinascimentale, ridipinta nell'ultimo ventennio del secolo XIX dal cortonese Gaetano Brunacci; nella stessa epoca furono aperte le finestre circolari, poco più tardi fu costruito l'arcone trionfale, e dopo la metà del secolo fu messa in opera la pavimentazione.
La pianta longitudinale è divisa in tre navate scandite da colonne con capitello e pulvino di ispirazione brunelleschiana. Gli altari laterali furono aggiunti nel corso del Seicento.
L'interno è ricco di opere, alcune delle quali provengono da chiese cortonesi distrutte o soppresse. All'ingresso, a destra è il neoclassico Monumento funebre di Giovanni Battista Tommasi, importante nobiluomo cortonese, morto nel 1805, che fu l'ultimo Gran Maestro del Sovrano Militare Ordine di Malta.
Nella navata destra, al primo altare è un bell'armadio reliquiario della fine del XVII secolo, al secondo altare è la Trasfigurazione di Raffaello Vanni ed al terzo un'interessante Madonna col Bambino cinquecentesca rimasta anonima. Quasi di fronte si trova il bel pulpito ligneo di Michelangelo Leggi, detto il Mezzanotte (1524). Sull'ultimo altare destro si trova la tela con la Morte di San Giuseppe di Lorenzo Berrettini.
Sulla cantoria nell'ultima campata della navata laterale destra si trova l'organo a canne, costruito nel 1840 dal fiorentino Antonio Ducci riutilizzando il materiale fonico di uno cinquecentesco di Giovanni di Antonio Piffero, a sua volta più volte modificato. L'organo, a tastiera unica e pedaliera con ottava scavezza, dispone di 26 registri ed è a trasmissione meccanica; la mostra è costituita da tre cuspidi di undici canne ciascuna, inserite in un vano ad arco nella parete anteriore della cassa.
Nella cappella absidale destra si trova la Madonna del Pianto in terracotta dipinta del tipo dei Vesperbild, opera di un ignoto artista germanico del XIV secolo.
La Cappella maggiore è chiusa da un ricco altare maggiore in marmi e pietre dure, realizzato da Francesco Mazzuoli nel 1664. Il retrostante coro è invece opera dei cortonesi Vincenzo Conti e Stefano Fabbrucci (1684 - 1688). Nel coro, purtroppo non accessibile e poco visibile, troviamo diversi dipinti importanti che avrebbero bisogno di una maggiore visibilità. Tra questi la Madonna del Rosario del Cigoli, la tela di Andrea Commodi con la Consacrazione della chiesa del Santissimo Salvatore (1607), trasportata nel Duomo alla fine del Settecento dall'oratorio del San Salvatore per il quale era stata realizzata. Sempre nel coro si conserva la tavola con la Discesa dello Spirito Santo, databile fra il 1528 e il 1529 e attribuita a Tommaso Bernabei detto il Papacello. La rappresentazione della Pentecoste trova qui un'iconografia curiosa e originale con gli astanti che da un cornicione osservano la Madonna e gli Apostoli collocati nel piano inferiore. Oltre a citazioni più colte (Raffaello e Baccio Bandinelli) il Papacello richiama se stesso nel paesaggio archeologico dello sfondo, ripetuto dal ciclo da lui stesso affrescato nel Palazzone Passerini di Cortona.
Nella cappella absidale sinistra, abbiamo la Comunione di Maria, tela di Salvi Castellucci, e accanto il mosaico del Redentore, di Gino Severini.
Fuori dalla cappella, alla parete sinistra, è un pregevole Ciborio di marmo, oscillante, nell'attribuzione, tra un allievo di Mino da Fiesole ed Urbano da Cortona (1491)
Proseguendo nella navata sinistra troviamo la Madonna col Bambino e Santi di Lorenzo Berrettini, un crocifisso ligneo seicentesco di Andrea Sellari e più avanti, collocata sull'altare Capulli si trova la tela con l'Adorazione dei pastori di Pietro Berrettini, detto Pietro da Cortona, databile al 1663 circa. È probabile che un collaboratore sia da individuare in Lorenzo, secondo cugino del Berrettini, i cui modi sono soprattutto riscontrabili nella figura della Madonna e del figlioletto. All'altare successivo troviamo il Martirio di San Sebastiano di Lazzaro Baldi, ed all'ultimo la Madonna della Manna, terracotta dipinta del XV secolo.

### Sacrestia
La sacrestia della cattedrale conserva numerose testimonianze di oggetti di culto, alcuni dei quali di notevole qualità. Ne è un esempio il calice lasciato in eredità dal vescovo Gherardi nel 1749: in oro zecchino decorato a sbalzo e bulino, è uno degli oggetti più significativi dell'oreficeria del Settecento, probabilmente di manifattura romana come tre dei quattro busti reliquiario che vengono esposti solo in rare ed importanti cerimonie. Accanto ad oggetti di oreficeria si conservano importanti pianete del Sei-Settecento, fra le quali una seicentesca splendidamente ricamata e un parato in terzo, sempre del Seicento, decorato col motivo della melagrana.

## Opere già in loco
Nel Museo diocesano sono esposti alcuni arredi provenienti dal Duomo: dal parato donato nel 1526 dalla famiglia Passerini, vero capolavoro dell'arte tessile rinascimentale, al prezioso reliquiario donato ai cortonesi da Jacopo Vagnucci nel 1458. Tra le tele sono conservate nel museo la bella Maestà di Pietro Lorenzetti, anteriore al 1320, che ancora nel primo decennio del Novecento era conservata in Duomo, e l'Assunzione della Vergine di Luca Signorelli, del 1519-1520.

## Altre immagini

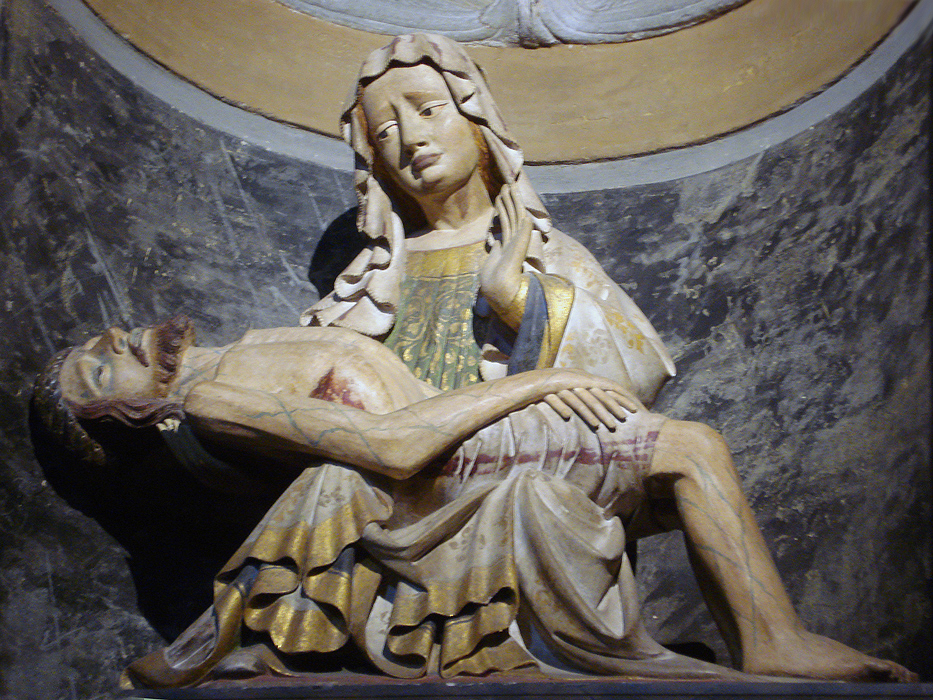
Madonna del pianto, terracotta, secolo XIII
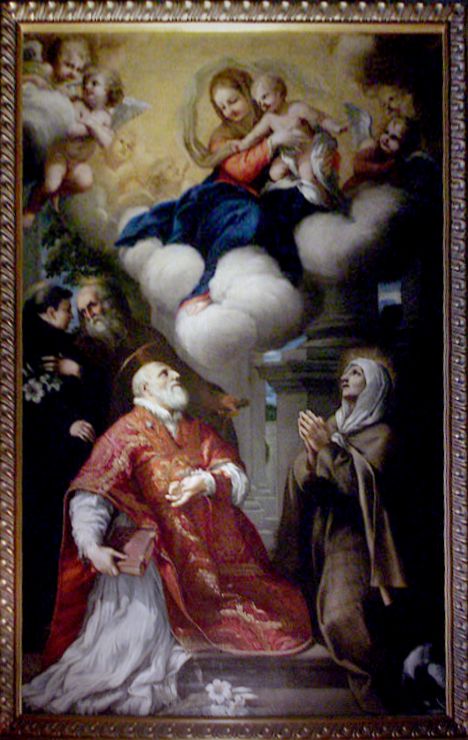
Lorenzo Berrettini: Madonna, il Bambino e santi, secolo XVII
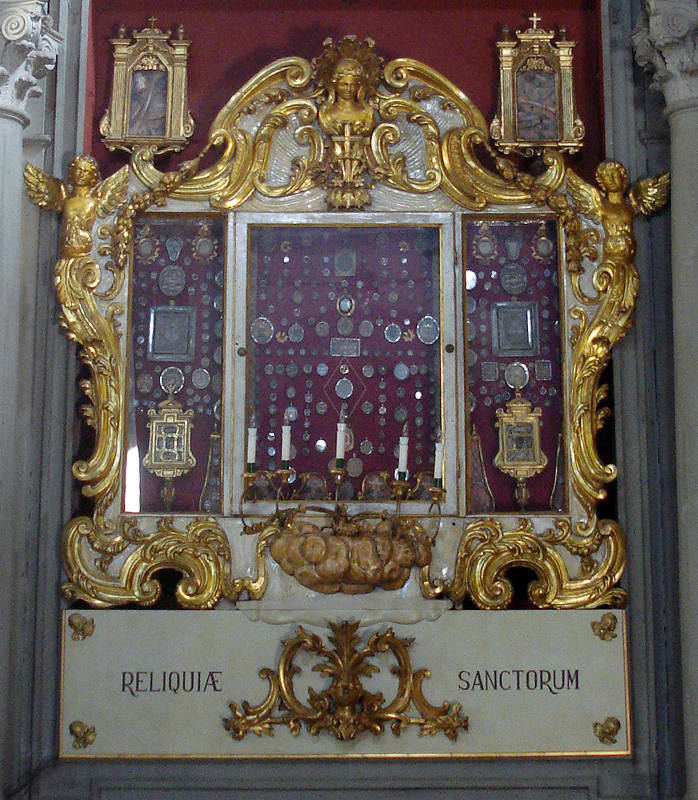
Cappella delle reliquie